# Mondouzil
Mondouzil (em occitano:  Montdosilh) é uma comuna francesa na região administrativa da Occitânia, no departamento do Alto Garona. Estende-se por uma área de 4.09 km², com 230 habitantes, segundo o censo de 2018, com uma densidade de 56 hab/km².